# Douglas XB-19
Le Douglas XB-19, initialement désigné XBLR-2,  est un prototype de bombardier lourd américain, conçu et développé par la Douglas Aircraft Company dans les années 1930. Avec une envergure de plus de 60 mètres et une masse maximale supérieure à 70 tonnes, il est le plus grand bombardier américain avant l'arrivée du Convair B-36, en 1946.

## Historique
Dans les années 1920, l'United States Army Air Corps lance plusieurs projets de bombardiers multi-moteurs, mais qui dans la pratique se révèlent être tous des bimoteurs. Néanmoins en 1935 l'Air Corps émet une fiche programme pour un bombardier lourd à très long rayon d'action sous la dénomination « XBLR » (Experimental Bomber, Long Range). Le projet de Boeing reçoit la dénomination XBLR-1, celui de Douglas devient XBLR-2 et XBLR-3 pour Sikorsky. Les trois projets sont tous des quadrimoteurs. Le projet de Sikorsky est vite rejeté et le projet de Boeing devient le XB-15 (qui sert de point de départ au B-17).
Le 29 septembre 1936, la Douglas Aircraft Company reçoit une commande pour produire un prototype du XBLR-2 qui est renommé  XB-19 en 1938. Bien qu'il paraît évident que le prototype serait obsolète, l'armée demande à Douglas d'accélérer sa production,. Le XB-19 est le plus grand bombardier construit aux États-Unis jusqu'à l'arrivée du B-36 à la fin des années 1940 ; son envergure fait le double de celle de la forteresse volante Boeing B-17.
Le prototype (serial 38-471) est construit à l'usine Douglas de Santa Monica, située à Clover Field (aujourd'hui devenu aéroport de Santa Monica). Toutefois, sa construction est longue, et des contrats pour les bombardiers XB-35 et du XB-36 sont signés en avril 1941, au moment où le XB-19 est achevé. Il sort d'usine en avril 1941 et effectue son premier vol le 27 juin. En 1943, les moteurs Wright R-3350 sont remplacés par des Allison V-3420, plus puissants ; l'avion est alors redésigné XB-19A,. Il sert principalement de banc d'essai avant d’être retiré des vols, puis mis à la ferraille en juin 1949 à la Davis-Monthan Air Force Base,.